# Роксборо (Колорадо)
Роксборо (англ. Roxborough Park) — переписна місцевість (CDP) в США, в окрузі Дуглас штату Колорадо. Населення — 9416 осіб (2020).

## Географія
Роксборо розташоване за координатами 39°27′2″ пн. ш. 105°4′27″ зх. д. / 39.45056° пн. ш. 105.07417° зх. д. (39.450614, -105.074057).  За даними Бюро перепису населення США в 2010 році переписна місцевість мала площу 24,24 км², з яких 23,91 км² — суходіл та 0,33 км² — водойми.

## Демографія
Згідно з переписом 2010 року, у переписній місцевості мешкало 9099 осіб у 3131 домогосподарстві у складі 2676 родин. Густота населення становила 375 осіб/км².  Було 3312 помешкання (137/км²).
Расовий склад населення:
| - 93,0 % — білих - 1,7 % — азіатів - 0,6 % — корінних американців - 0,6 % — чорних або афроамериканців - 0,1 % — вихідців з тихоокеанських островів - 1,4 % — осіб інших рас |

До двох чи більше рас належало 2,7 %. Частка іспаномовних становила 8,2 % від усіх жителів.
За віковим діапазоном населення розподілялося таким чином: 30,6 % — особи молодші 18 років, 63,8 % — особи у віці 18—64 років, 5,6 % — особи у віці 65 років та старші. Медіана віку мешканця становила 36,2 року. На 100 осіб жіночої статі у переписній місцевості припадало 102,6 чоловіків;  на 100 жінок у віці від 18 років та старших — 100,4 чоловіків також старших 18 років.
Середній дохід на одне домашнє господарство  становив 119 965 доларів США (медіана — 99 392), а середній дохід на одну сім'ю — 124 996 доларів (медіана — 105 347). Медіана доходів становила 72 857 доларів для чоловіків та 58 405 доларів для жінок. За межею бідності перебувало 1,0 % осіб, у тому числі 0,0 % дітей у віці до 18 років та 2,0 % осіб у віці 65 років та старших.
Цивільне працевлаштоване населення становило 5041 осіб. Основні галузі зайнятості: освіта, охорона здоров'я та соціальна допомога — 18,3 %, науковці, спеціалісти, менеджери — 14,2 %, роздрібна торгівля — 11,6 %, фінанси, страхування та нерухомість — 10,0 %.